# Thrasývoulos Mános
Pour les articles homonymes, voir Famille Manos et Manos.
Thrasývoulos Mános (grec moderne : Θρασύβουλος Μάνος ; Phanar ou Nauplie, 16 novembre 1835 - Athènes, 1922) est un militaire grec.

## Famille
Issu d'une illustre famille phanariote, Thrasývoulos Mános est le fils de Konstantínos Mános (Phanar, 1785 - Athènes, 4 décembre 1835) et de son épouse Sevastia Argyropoulos (Constantinople, septembre 1806 - Athènes, 1883).
Marié au Phanar en septembre 1868 avec Roxane Mavromichalis (Athènes, 12 octobre 1848 - Athènes, 9 février 1905), fille de Petros Mavromichalis (1819 - Bucarest, 5 avril 1892) et de son épouse (Athènes, 1847) Euphrosyne Soutzo (? - 1 septembre 1878), petite-fille paternelle de Kiriakouli Mavromichalis et de son épouse ... Benaki, fille de Panayotis Benaki et de son épouse) et petite-fille maternelle de Konstantínos Soutzo et de son épouse Roxandre Racovitza, ils furent les parents de Konstantínos Mános et Pétros Mános.

## Carrière militaire
En 1862, Thrasývoulos Mános participe, à Nauplie, à la révolution qui aboutit au renversement du roi Othon Ier. 
En 1866, il prend part à la révolution qui secoue la Crète. Capturé par l'armée ottomane, il est emmené à Constantinople, où il est emprisonné durant deux ans. Libéré, il réintègre l'armée grecque et sert, entre 1886 à 1894, comme commandant de l'Académie militaire. 
Durant la guerre gréco-turque de 1897, il devient colonel et commande l'armée d'Épire.
Il finit sa carrière avec le grade de général.[réf. nécessaire]